# Galina Bistrova
Galina Bistrova   (Naxçıvan, 8 de febrer de 1934 - Volgograd, 11 d'octubre de 1999), sovint escrit Galina Bystrova o Galina Bistrova, de soltera Doljenkova, fou una atleta nascuda a l'Azerbaidjan, especialista en el pentatló, que va competir sota bandera soviètica durant les dècades de 1950 i 1960.
Inicialment gimnasta, s'inicià en l'atletisme el 1952 després de conèixer el seu futur marit i entrenador d'atletisme Vasily Bystrov. Durant la seva carrera esportiva va prendre part en tres edicions dels Jocs Olímpics d'Estiu. El 1956, a Melbourne, fou quarta en la prova dels 80 metres tanques del programa d'atletisme. Quatre anys més tard, als Jocs de Roma, fou cinquena en la mateixa prova. El major èxit arribà en la tercera i darrera participació en uns Jocs, el 1964, a Tòquio, on guanyà la medalla de bronze en la prova del pentatló, mentre en els 80 metres tanques quedà eliminada en semifinals.
En el seu palmarès també destaquen tres medalles d'or al Campionat d'Europa d'atletisme, dues el 1958, en els 80 metres tanques i el pentatló, i una el 1962, en el pentatló. També va establir tres rècords mundials, dos en el pentatló i un en els 80 metres tanques. Va guanyar sis campionats soviètics: tres en els 80 metres tanques (1957 a 1959), un en el salt de llargada (1956) i dos en el pentatló (1957 i 1958).

## Millors marques
- 80 metres tanques. 10.6" (1958)
- Salt de llargada. 6,19 metres (1962)
- Pentatló. 4.995 punts (1964)[1][5]